# Sociedad Copaneca de Obreros
La Sociedad Copaneca de Obreros (SCO) es una organización social fundada el 5 de abril de 1908 en la ciudad de Santa Rosa de Copán como gremio obrero denominado «Sociedad de Artesanos El Porvenir». Se tiene la fecha 26 de mayo de 1912 como fundación oficial, debido a tener una sede propia. El 9 de septiembre de 1912 mediante oficio del Poder Ejecutivo se aprobó los estatutos siendo rebautizada como "Sociedad Copaneca de Obreros", su nombre actual.
Es reconocida por ser la sociedad mutualista más antigua de Honduras y de las más antiguas de Centroamérica, una de las pocas que logró cumplir sus propósitos en el país.

## Historia

### Fundación
Fue creada e instalada por santarrocenses y ajenos a la ciudad con el fin de fundar una sociedad gremial de trabajadores, siendo presidente Tiburcio Carías Andino quien fungía como gobernador político del Departamento de Copán.       
La directiva provisional electa fue: presidente Justo Rodríguez, vicepresidente. Juan Pablo Castrillo, vocal 1 Ramón Hernández, vocal 2 J. Antonio Selva, secretario Salvador F. Lara, prosecretario Mariano Luna P. y tesorero J. Antonio Zepeda.
En el acta del 19 de abril de 1908 fueron elegidos para elaborar los estatutos de la organización los artesanos Coronado Ramírez Salavarría, J. Antonio Selva y José Antonio Milla García, siendo declarado este último «socio honorario». En sesión del 17 de mayo siguiente fueron incorporados socios honorarios los licenciados Jerónimo J. Reina y Jesús María Rodríguez (hijo) y el 24 del mismo también fueron incorporados como socios honorarios Pablo P. Dávila y Miguel Bustamante.
La directiva formal de la asociación con sus estatutos elaborados fue: presidente Juan Pablo Castrillo, vicepresidente Ramón Hernández, vocal 1° J. Antonio Selva, vocal 2° J. Antonio Zepeda, vocal 3° Tomás M. Salgado, síndico Salvador F. Lara, tesorero Coronado Ramírez, secretario J. Julián Santos, prosecretario Vicente Maldonado h.

### Sociedad obrera
El 9 de septiembre de 1912 mediante oficio del Poder Ejecutivo este aprobó los estatutos de la actual sociedad rebautizada como "Sociedad Copaneca de Obreros". Pasó así a reorganizarse de forma cooperativista y de reunión de miembros.
Dos socios, los gobernadores políticos del Departamento de Copán, Tiburcio Carías Andino y Jerónimo J. Reina, hicieron grandes aportes sociales y comunales en la ciudad de Santa Rosa. Reina en su periodo de 1911 a 1915 fundó la Escuela Normal de Señoritas, el Hospital de Occidente, y la Banda Militar.

### Estatutos
Conforme a sus estatutos, la Sociedad Copaneca de Obreros estará compuesta por personas de las distintas ramas del obrerismo y que pertenezcan a la clase de proletarios, asalariados y campesinos, teniendo como objeto estrechar lazos de solidaridad social y el mejoramiento físico, económico, moral e intelectual del gremio y de sus socios en general dentro de los propósitos y fines comunes de la mutualidad, mejorando las costumbres, ejerciendo la beneficencia y cultivando la amistad. Tendrá entre otros propósitos organizar un centro de cultura física, una escuela nocturna de adultos, una caja de ahorros, una biblioteca, un periódico órgano de la sociedad y un fondo de beneficencia contra riesgos de salud e invalidez, organizando una agencia de colocaciones para los socios [...] Queda conforme a los estatutos absolutamente prohibido ocuparse en el seno de la sociedad de asuntos de política y religión sectaria.

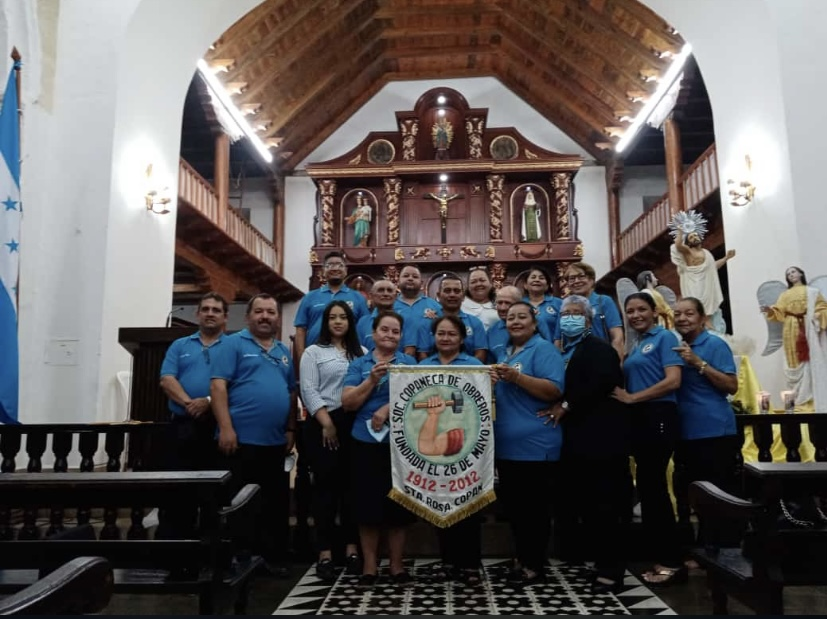
Sociedad Copaneca de Obreros Directive 2022

### Obras sociales
La Sociedad Copaneca de Obreros viendo la necesidad de que las personas con poco recursos desconocía el leer y escribir, decide fundar el 26 de mayo de 1913 la «Escuela de Artesanos» siendo su primer director Gustavo Castañeda, y más tarde un 12 de mayo de 1934 la sociedad la renombró como «Escuela Miguel H. Solís», pero a partir del año 1990 la Sociedad Copaneca de Obreros decide suspender su colaboración a la «Escuela Miguel H. Solís» que llevó a las autoridades educativas la reubicación de la Escuela dificultando el acceso directo a la clase trabajadora, los desposeídos, los marginados, limpia botas, los vendedores de periódicos, los mozos, los policías y soldados que estaban a gusto con la posición céntrica de la escuela.
La «Biblioteca Pública Feliciano Lara» también fue otro importante signatario del valor social original de la Sociedad Copaneca de Obreros. Fue dotada de excelentes obras educativas, y de múltiples obras de la Literatura Universal, de libros que por su antigüedad eran valiosos; en su mayoría donados por el pueblo, instituciones o adquiridos con actividades de la misma Sociedad Copaneca de Obreros. Esta era visitada todas las noches por muchos lectores sedientos de sabiduría, en su mayoría estudiantes que encontraban en su consulta la única fuente para sus consultas. Finalmente la Biblioteca dejó de existir al igual que la Escuela, al cambiar la mentalidad de los socios requiriendo su local para funciones comerciales.

### Escudo
La imagen adoptada como símbolo y escudo del gremio copaneco en 1912, es un poderoso brazo derecho de obrero sosteniendo una maza y encerrado en un círculo.  

### Obras sociales
1.La Sociedad fue la promotora fundacional de la «Escuela de Artesanos» el 26 de mayo de 1913, siendo su primer director el Prof. Gustavo A. Castañeda Suazo.
2. A partir de 1935 las fiestas de la feria patronal se celebraban en el salón de la Sociedad Copaneca de Obreros.
3. El Periódico «El Trabajo» fue el órgano oficial de la Sociedad Copaneca de Obreros, su primer director fue el Profesor Salomón Sorto. Sus redactores: Prof. Ismael Rendón y J. Antonio Cáceres.
4. La Revista «El Centinela Obrero» fue otro de los medios impresos oficiales patrocinados por la organización.
5. La fundación de la «Escuela Miguel H. Solís» nocturna para adultos, contribuyendo en gran manera al desarrollo de la ciudad. Su nombre hace honor al presidente de la Sociedad, impulsor del desarrollo académico. 
6. La fundación de la «Biblioteca Pública Feliciano Lara» anexa al Palacio Obrero, contaba con abundantes volúmenes enciclopédicos y libros para la educación en general. Su nombre hace referencia al maestro de obra a cargo de diversas obras del centro de la ciudad.
7. En 1954, el CUS (Cómite de Unidad Sindical), la Sociedad Frente Obrero Popular de San Pedro Sula y la Sociedad Copaneca de Obreros, presentaron ante el Poder Legislativo una solicitud para que se declarara el día 1 de mayo como Día del Trabajador.

## Palacio Obrero

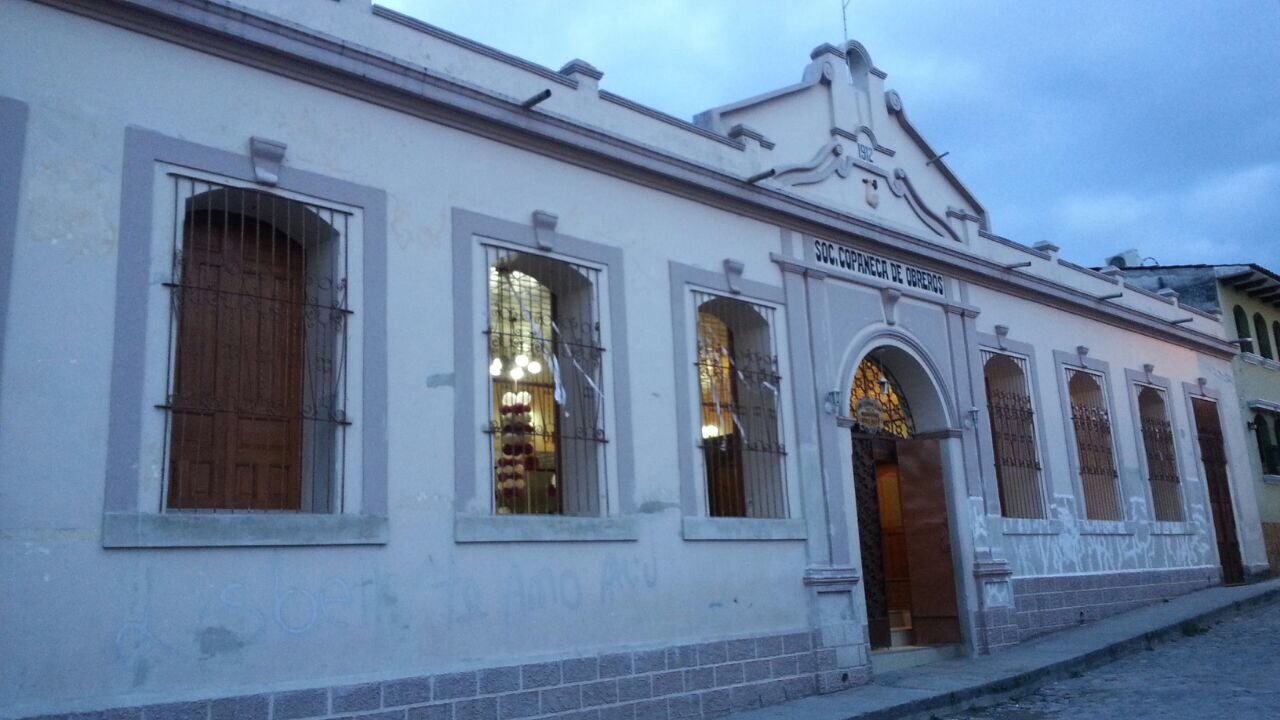
Palacio Obrero de Santa Rosa de Copán

Es la sede de la Sociedad Copaneca de Obreros, construido en el Barrio Santa Teresa, bajo la dirección del maestro constructor Feliciano Lara en un terreno que fue adquirido por el Gobernador Político de Copán y miembro de dicha organización Jerónimo J. Reina, en 1912. el 26 de mayo de 1927 el maestro Feliciano Lara presenta los planos de la futura obra a los demás miembros de la Sociedad Copaneca, los que fueron aprobados y fue en 1929 siendo presidente de la Sociedad el señor Miguel H. Solis quien coloca la primera piedra, dando así comienzo de la construcción de la sede la que fue acaba e inaugurada en 15 de septiembre de 1932.   
El maestro y también miembro, señor José Joaquín Urquía García realizó en la década de los 1970's y 1980's trabajos de pintura y murales con motivos mayas, embelleciendo los salones principales del Palacio Obrero Copaneco.
En 2012 el alcalde municipal P.M. Ánibal Erazo Alvarado, celebró los cien años de edificios emblemáticos de la ciudad, por su arquitectura y su recorrido histórico, como lo son El Palacio Obrero 1912 y El Mercado Central 1912.